# Tuchola (gmina)
Pour les articles homonymes, voir Tuchola (homonymie).
Tuchola est une gmina mixte du powiat de Tuchola, Couïavie-Poméranie, dans le centre-nord de la Pologne. Son siège est la ville de Tuchola, qui se situe environ 55 km au nord de Bydgoszcz.
La gmina couvre une superficie de 239,43 km2 pour une population de 20 076 habitants.

## Géographie
Outre la ville de Tuchola, la gmina inclut les villages de Barłogi, Biała, Białowieża, Bielska Struga, Bladowo, Bladowo-Wybudowanie, Borki, Brody, Dąbrówka, Dziekcz, Fojutowo, Huby, Jaty, Jesionowo, Kiełpin, Kiełpin-Wymysłowo, Klocek, Końskie Błota, Koślinka, Lasek, Legbąd, Lipce, Łosiny, Lubierzyn, Mała Komorza, Mały Mędromierz, Mrowiniec, Na Polach, Nad Bladówkiem, Nad Kanałem, Nadolna Karczma, Nadolnik, Niwki, Nowa Tuchola, Ostrów, Parcele Legbądzkie, Pod Komorzą, Pod Lasem, Raciąski Młyn, Raciąż, Raciąż-Piaski, Radonek, Rzepiczna, Słupy, Stegny, Stobno, Szosa Bydgoska, Szosa Sępoleńska, Tajwan, Trzcionek, Wielka Komorza, Wiśniówka, Woziwoda, Wybudowanie Raciąskie, Wysocki Młyn, Wysoka, Wysoka Wieś, Za Jeziorem, Zielona Łąka et Zielonka.
La gmina borde les gminy de Cekcyn, Chojnice, Czersk, Gostycyn, Kęsowo et Śliwice.